# Armend Dallku

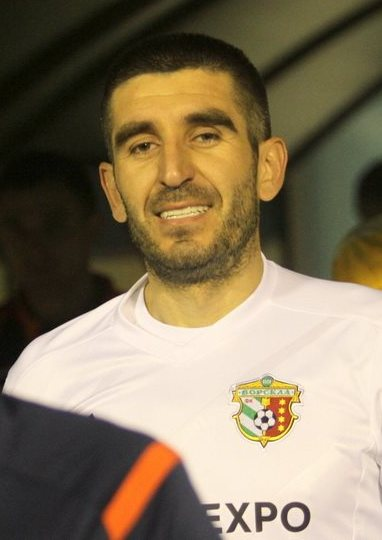
Armend Dallku v roce 2016

Armend Sabik Dallku (* 16. června 1983, Vučitrn, SFR Jugoslávie) je albánský fotbalový obránce a bývalý reprezentant, který od roku 2005 působí v ukrajinském klubu FK Vorskla Poltava.

## Klubová kariéra
- KF Kosova Vushtrri (mládež)
- KF Prishtina 2003–2004
- KF Elbasani 2004–2005
- FK Vorskla Poltava 2005–

## Reprezentační kariéra
V A-mužstvu Albánie debutoval 9. 2. 2005 v kvalifikačním utkání v Tiraně proti týmu Ukrajiny (prohra 0:2). Celkem odehrál v letech 2005–2013 za albánský národní tým 64 zápasů a vstřelil jednu branku.